# Equisetum × mackaii
Equisetum × mackaii là một loài dương xỉ trong họ Equisetaceae. Loài này được Newman Brichan mô tả khoa học đầu tiên năm 1843.